# The Permanent Confusion
The Permanent Confusion ist eine Band, die 1990 gegründet, 1995 aufgelöst und von 1997 bis 1998 wiederbelebt wurde. Seit 2014 ist die Band wieder in der Urbesetzung aktiv.

## Geschichte
The Permanent Confusion wurde im März 1990 durch die Musikfreunde Frank Schmitt (Keyboard, Gitarre, Gesang) und Isabelle Hansen (Gesang, Treatments, Saxophon) als elektronisch infiziertes Duo gegründet. Bereits nach wenigen Wochen stieß Ray Nottinger als Bassist hinzu. Durch Nottingers Punkvergangenheit (Popperklopper, King Arthur) wurde der Sound der Band unversehens rockiger, kantiger. Ein erstes Tape entstand. Konzerte endeten oft früh.
Nach einer weiteren Verstärkung des Line-Ups durch Dirk Schmitt (Keyboard) entstand 1991 das Album .And Then., und die Band wandte sich hierauf einer ausgeklügelten Mischung aus Gothic Rock und Dark Wave mit erheblichen Punk-Einflüssen zu. Die nur wenige Monate später entstandene EP Up-Tight (1992) brachte der Band einen enormen Popularitätsschub, gerade in Szenekreisen. Permanent Confusion spielte deutschlandweite Konzerte. Ihre Lieder erschienen auf Sampler-CDs und -tapes.
Den kommenden Brit-Pop-Boom vorausahnend, wandte sich Permanent Confusion hiernach einer stärker gitarrenorientierteren Popmusik zu. Aus diesem Stilwechsel resultierte das Album Cosmic Sex (1993), das den Szenebezug der Band abbrach und den Erfolg stagnieren ließ.
Neubesetzungen in der Folgezeit brachten die Band in eine stilistische Sackgasse. Die Band löst sich daher 1995 auf, worauf Frank Schmitt und Ray Nottinger zur Gothic-Rock-Band The House of Usher wechselten.
1997 fanden sich die drei Urmitglieder Hansen, Schmitt und Nottinger erneut zusammen. Unterstützt wurden sie durch den neuen Keyboarder Thomas Müllen. Die Band nahm die EP Analog auf. Dieses bis dato musikalisch reifste Werk war jedoch der Schlusspunkt der Bandgeschichte. Man ging musikalisch ab 1998 zunächst getrennte Wege.
2001 veröffentlichte Musenhain die posthume Zusammenstellung Inbetween the Wall mit etlichen bis dato unveröffentlichten Aufnahmen.
Frank Schmitt und Thomas Müllen gründeten die Formation Frugopop. Ray Nottinger tauchte als Trancevibal in die Groove-Szene ab. Isabelle Hansen veröffentlichte als Solokünstlerin das Album Grün-orange und formierte danach mit Frank Schmitt und Ray Nottinger das Projekt Camp Hansen. Ab 2009 agierte Ray Nottinger auch wieder als Bassist, hierbei für die Band Matthies.
Im Jahr 2014 fanden die drei Urmitglieder Frank Schmitt, Ray Nottinger und Isabelle Hansen wieder zusammen und belebten die Band erneut. Im gleichen Jahr veröffentlichte das französisch-luxemburgische Label Brouillard Définitif eine Zusammenstellung über die eher düsteren Anfangsjahre unter dem Titel 1991-1993 (Kicks from the Past) auf Vinyl.
Im Mai 2020 verließ Sängerin Hansen die Band.

## Diskografie
Alben
- 1991: .And Then.
- 1993: Cosmic Sex

EPs
- 1992: Up-Tight
- 1997: Analog (Musenhain; hain 001)

Sonstige
- 2001: Inbetween the Wall (Musenhain; hain 003)
- 2014: 1991-1993 (Kicks from the Past) (Brouillard Définitif; BD LP 009)

## Kompilationsbeiträge
- 1991: Echoes of a Lonely Wake auf Arts & Dance, Volume 2
- 1992: Julie auf Behind Mysterious Gates
- 1992: Julie auf Industrial Rooms 2
- 1992: 1984 auf In Voluptate Mors
- 1992: 1984 auf This Mourning Sacrilege
- 1992: 1984 auf Kassengift
- 1993: 1984 auf An Ideal for Living
- 1993: Lights Are Strange auf The Screams of Torture
- 1994: Stoned Again auf We Came to Trance, Volume 2
- 1994: The Watermelonman auf The Torturer #5
- 1994: Untitled auf The Alienist
- 1994: Lights Are Strange auf What's Next - The Guitar Edition
- 2002: La Habana, Bring Me a Rose and Leave Me Alone, Something to Dream Of und Untitled auf Westdeutsche Klangflächen
- 2013: 1984 auf Minimal Synth presents Volume 4
- 2015: I'll Wait for You auf Screams in the Night II
- 2016: Full Moon auf The Second Wave

## Coverversionen
Permanent Confusion covert:
- All Tomorrow’s Parties von The Velvet Underground (live)
- Girls & Boys von Blur (live)
- Luka von Suzanne Vega (live)
- A Forest von The Cure (live)
- Life on Mars? von David Bowie (live)

Permanent Confusion wird gecovert:
- Elysium for the Sleepless Souls – Noone Ever Leaves
- The House of Usher – The Irreal Light of the Sun